# Groupe de NGC 5903
Le groupe de NGC 5903 comprend au moins cinq galaxies situées dans la constellation de la Balance. La distance moyenne entre ce groupe et la Voie lactée est d'environ 38,6 Mpc (∼126 millions d'al). 

## Membres
Le tableau ci-dessous liste les cinq galaxies du groupe indiquées dans l'article de A.M. Garcia paru en 1993.
| Nom        | Class.   | Type                  | α (J2000.0)   | δ (J2000.0)  | Vitesse radiale (km/s) | m     | Distance (Mpc) | Diamètre (kal) |
| ---------- | -------- | --------------------- | ------------- | ------------ | ---------------------- | ----- | -------------- | -------------- |
| NGC 5898   | E0       | Elliptique            | 15h 18m 13.5s | -24° 05′ 53″ | 2122 ± 4               | 11,4  | 33,9 ± 2,3     | 125            |
| NGC 5903   | E2       | Elliptique            | 15h 18m 36.5s | -24° 04′ 07″ | 2565 ± 5               | 11,2  | 40,4 ± 2,5     | 202            |
| IC 4538    | SAB(s)c? | Spirale intermédiaire | 15h 21m 11.6s | -23° 39′ 30″ | 2864 ± 2               | 12,1  | 44,7 ± 3,1     | 96             |
| ESO 514-3  | E+       | Elliptique            | 15h 18m 35.9s | -24° 07′ 12″ | 2523 ± 22              | 12,81 | 37,2 ± 2,6     | 74             |
| ESO 582-12 | SA(s)c   | Spirale               | 15h 26m 08.0s | -22° 16′ 57″ | 2315 ± 1               | 10,56 | 36,6 ± 2,6     | 94             |

Le site DeepskyLog permet de trouver aisément les constellations des galaxies mentionnées dans ce tableau ou si elles ne s'y trouvent pas, l'outil du site constellation permet de le faire à l'aide des coordonnées de la galaxie. Sauf indication contraire, les données proviennent du site NASA/IPAC.